# Клайбер, Эрих
Э́рих Кла́йбер (нем. Erich Kleiber; 5 августа 1890, Вена — 27 января 1956, Цюрих) — австрийский дирижёр. Отец дирижёра Карлоса Клайбера.

## Биография
Образование получил в Вене, где обучался игре на скрипке. Сильное впечатление на юношу произвели постановки в Придворной опере, которой тогда руководил Густав Малер. 
В 1908 Клайбер уехал в Прагу, где изучал философию и историю искусств в Пражском университете и одновременно учился в консерватории. Молодой музыкант начал сочинять музыку, и довольно успешно: в 1911 за одну из своих симфонических поэм он был удостоен премии. В том же году Клайбер получил место хормейстера в Немецком театре Праги, но уже через год переехал в Дармштадт, где в течение семи лет руководил оперным театром. В дальнейшем дирижёр работал в Бармен-Эльберфельде (ныне Вупперталь), Дюссельдорфе, Маннгейме, в 1923 году дебютировал в Берлинской государственной опере постановкой оперы Бетховена «Фиделио» с Фридой Лайдер и Фридрихом Шорром в главных партиях. Постановка была настолько успешной, что уже через три дня Клайбера пригласили на пост музыкального руководителя этого театра.
Деятельность музыканта в Берлине была очень активной: под его управлением прозвучал ряд новых опер, таких как «Енуфа» Яначека, «Воццек» Берга, «Христофор Колумб» Мийо и многие другие. Он также много гастролировал за рубежом, в 1927 году посетил СССР, в 1930 впервые выступил в Нью-Йорке, в 1935 — в Лондоне. С приходом к власти нацистов Клайбер покинул Берлин и обосновался в Латинской Америке, где работал в Мексике, Аргентине, Чили и других странах. Вернувшись после войны в Европу, музыкант связал свою карьеру с Лондонским филармоническим оркестром, а затем с театром Ковент-Гарден, в котором регулярно выступал в 1950—1953.
В 1951 году Клайбер поставил во Флоренции оперу Верди «Сицилийская вечерня» с Марией Каллас в главной партии, и Борис Христов, а также впервые после долгого перерыва выступил в Берлине, руководил постановкой «Кавалера роз» Рихарда Штрауса. От поста музыкального руководителя Берлинской оперы Клайбер отказался в знак протеста против политических процессов (разделения Берлина на западную и восточную часть)

## Творчество
Клайбер известен как пропагандист современного оперного искусства, но также блестяще исполнял классику оперного репертуара — Моцарта, Бетховена, Рихарда Штрауса. Существует ряд его записей — симфонии Бетховена, опера «Свадьба Фигаро» , «Кавалер розы» и др. Звучание оркестра под управлением Клайбера отличалось ритмической точностью и динамической гибкостью.